# جان فوكس
جان فوكس (بالإسبانية: Iliana Jan Fox Gaitan)‏ هي ممثلة مكسيكية، ولدت في 3 يناير 1977 بإنجلترا في المملكة المتحدة.

## وصلات خارجية
- جان فوكس على موقع IMDb (الإنجليزية)
- جان فوكس على موقع ألو سيني (الفرنسية)
- جان فوكس على موقع أول موفي (الإنجليزية)
- جان فوكس على موقع قاعدة بيانات الأفلام السويدية (السويدية)
- جان فوكس على موقع قاعدة بيانات الفيلم (الإنجليزية)
- جان فوكس على موقع كينوبويسك (الروسية)